# Комуністична спілка молоді Західної України
Комуністична спілка молоді Західної України — політична молодіжна організація Західної України. КСМЗУ працювала під керівництвом Комуністичної партії Західної України (КПЗУ). Перебувала у підпіллі.
Влітку 1920 р. перші комуністичні союзи і групи молоді створювалися в звільнених Червоною Армією від польських інтервентів східних повітах Галичини.
23 жовтня 1921 р. на нелегальній крайової конференції в Станіславі (нині Івано-Франківськ) проголошено про створення Комуністичного союзу молоді Східної Галичини (КСМСГ), який в 1923 р. перейменували в Комуністичний союз молоді Західної України (КСМЗУ).
Програмними документами були передбачені участь комсомольців у боротьбі за національне і соціальне визволення, за возз'єднання з Радянською Україною у складі СРСР, боротьбу молоді за створення єдиного антифашистського народного фронту, звільнення від польської окупації, організація широкого руху на захист СРСР у Західній Україні, виховання західноукраїнської молоді в дусі ідей пролетарського інтернаціоналізму, поширення комуністичних ідей та поглядів. Передбачалася також робота комсомольців у масових легальних українських молодіжних організаціях і товариствах Галичини.
Робота КСМЗУ розвивалася за підтримки з боку комсомольських організацій Радянської України.
Найбільша кількість прихильників мала серед молоді в 20-ті роки. Однак, в 1927-1928 рр.. КСМЗУ, разом з КПЗУ, пережили розкол, який значно послабив позиції комуністичної молоді, в результаті гострої політичної кризи кінця 20-х - початку 30-х рр. у молодіжному русі, як наслідку події в УСРР, і, зокрема, згортання політики «українізації», колективізації, репресій проти української інтелігенції, Голодомору, значна частина української молоді покинула ряди КСМЗУ і перейшла в організації та товариства національно-демократичного спрямування або в праворадикальні молодіжні групи.
У грудні 1931 р. в Харкові проведений I з'їзд Комуністичної Спілки молоді Західної України, на відкритті якого були присутні Станіслав Косіор і Микола Скрипник.
З середини 30-х рр. комуністичний молодіжний рух опинився в стані самоізоляції, значною мірою втратив вплив на західноукраїнську молодь. Відновити авторитет і вплив на молодь КСМЗУ не вдалося через фактичне знищення в 1938 р. після звинувачення КПЗУ, а з нею і КСМЗУ, виконкомом Комінтерну у націоналізмі і нібито проникненні в їх керівництво «агентів фашизму».
У 1938 р. Виконком Комінтерну прийняв постанову про розпуск Компартії Польщі, а разом з нею і Компартій Західної України і Західної Білорусі, а також — Комуністичний союз молоді Західної України і Західної Білорусі.
Чисельний склад КСМЗУ по роках становив: у 1929 — 520 членів, в 1930 — 1240 чл., В 1931 — 1300 чл., в 1933 — 3900 чл., в 1934 — 1100 чл., в 1936 — 8000 чл.